# Košátecká tabule
Košátecká tabule je geomorfologický okrsek ve střední a západní části Dolnojizerské tabule, ležící v okresech Mladá Boleslav a Mělník Středočeského kraje. Území okrsku zvenčí vymezují sídla Mělník a Liběchov na severozápadě, Chorušice na severu, Brandýs nad Labem-Stará Boleslav na jihu a Brodce uvnitř východního cípu. Nejvýznamnějším sídlem uvnitř okrsku je město Benátky nad Jizerou.

## Charakter území

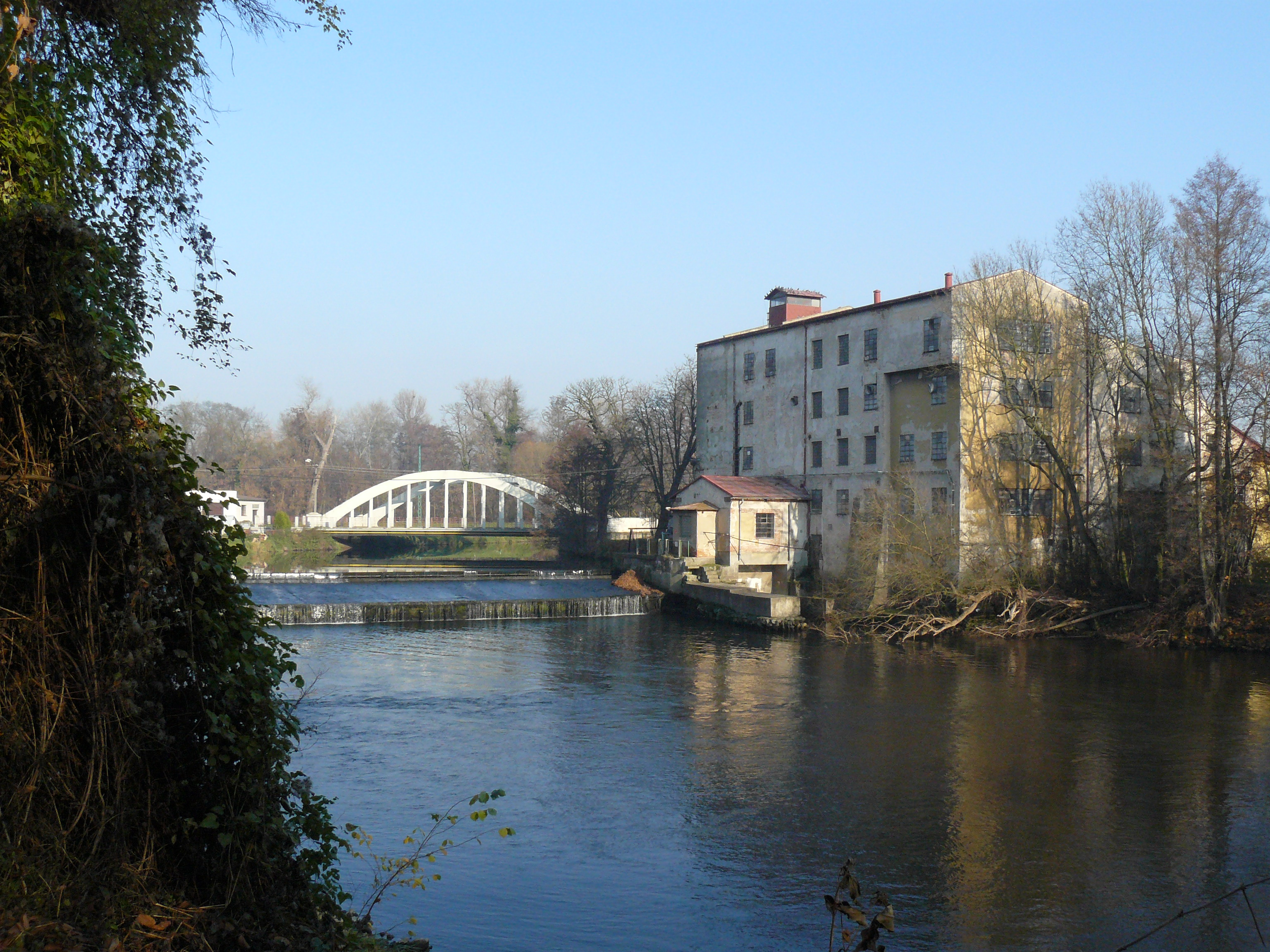
Jizera v Horkách nad Jizerou

Okrsek zahrnuje chráněná území PP Slepeč, PP Stará Jizera, NPP Holý vrch, PP Vehlovické opuky. Do západní části zasahuje CHKO Kokořínsko včetně jižního výběžku rozsáhlé PR Kokořínský důl a PP Mrzínov.

## Geomorfologické členění

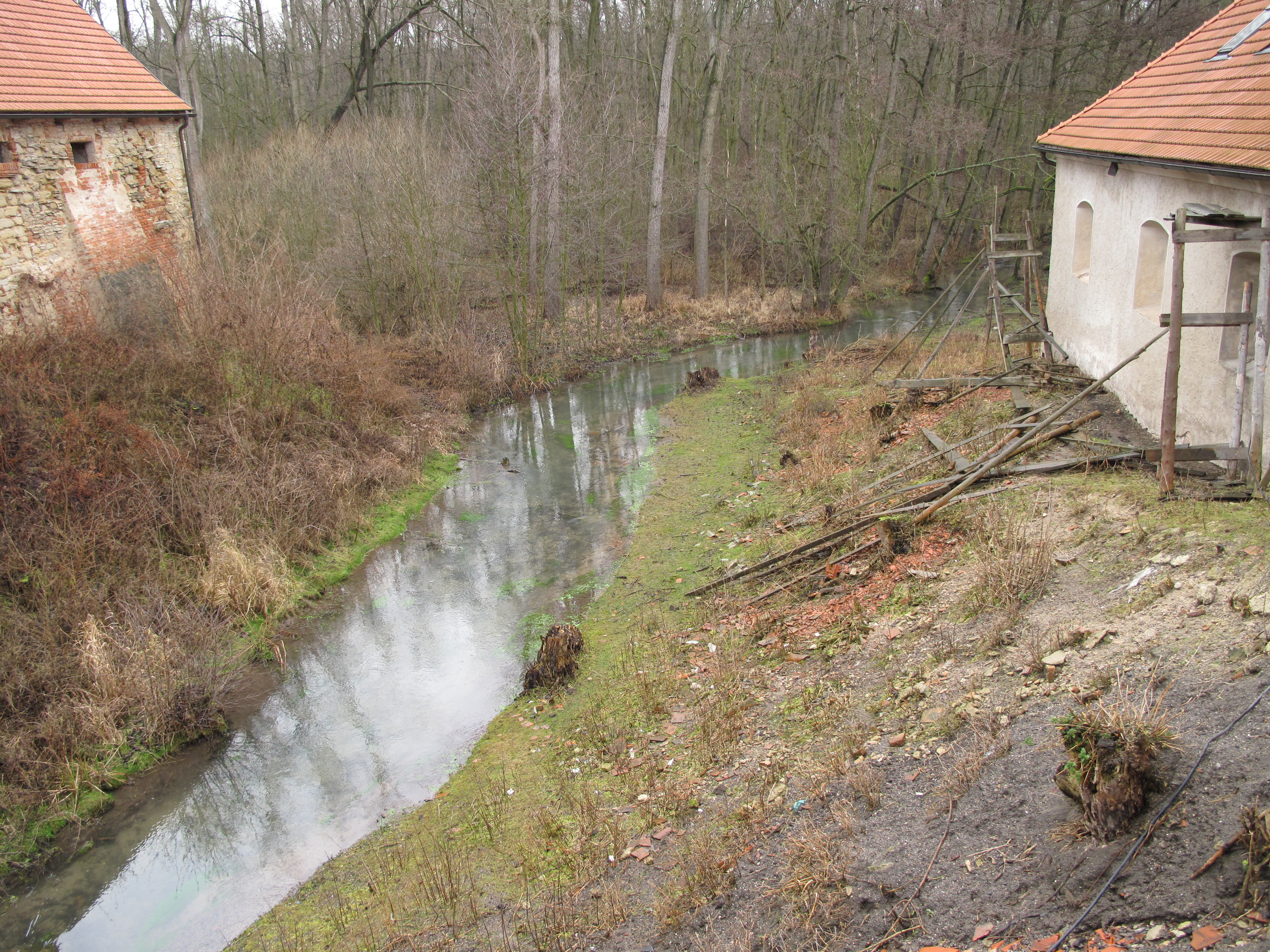
Košátecký potok pod zámkem v Košátkách

Okrsek Košátecká tabule náleží do celku Jizerská tabule a podcelku Dolnojizerská tabule. Dále se člení na podokrsky, bráno ve směru od západu po východ, Řepínská tabule, Mečeřížská tabule a Starobenátecká tabule. Tabule sousedí v rámci Dolnojizerské tabule na východě s Luštěnickou kotlinou a na jihu s Vrutickou pahorkatinou, dále na severu sousedí se Středojizerskou tabulí, na severozápadě s Ralskou pahorkatinou, na západě s Dolnooharskou tabulí a na jihozápadě se Středolabskou tabulí.

## Významné vrcholy
- Kurfirstský vrch (304 m), Řepínská tabule
- Libeňský vrch (301 m), Řepínská tabule
- Horka (290 m), Mečeřížská tabule
- Chloumeček (282 m), Řepínská tabule
- Homolka (244 m), Starobenátecká tabule
- Na příkopech (242 m), Starobenátecká tabule
- Kobylí hlava (215 m), Mečeřížská tabule

Nejvyšším bodem je bezejmenná kóta (320 m n. m.) severovýchodně od Nebužel, při hranici se Středojizerskou tabulí.